# فور فايف سكندز (أغنية ريانا)
فور فايف سكندز هي أغنية سجلتها المغنية البربادوسية ريانا، والرابر الأمريكي كانييه ويست، والموسيقار الأنجليزي بول مكارتني لألبوم ريانا الإستديو الثامن القادم.